# Les Deux-Villes

Les Deux-Villes este o comună în departamentul Ardennes din nordul Franței. În 1 ianuarie 2022 avea o populație de 249 de locuitori.